# Geertruidenberg

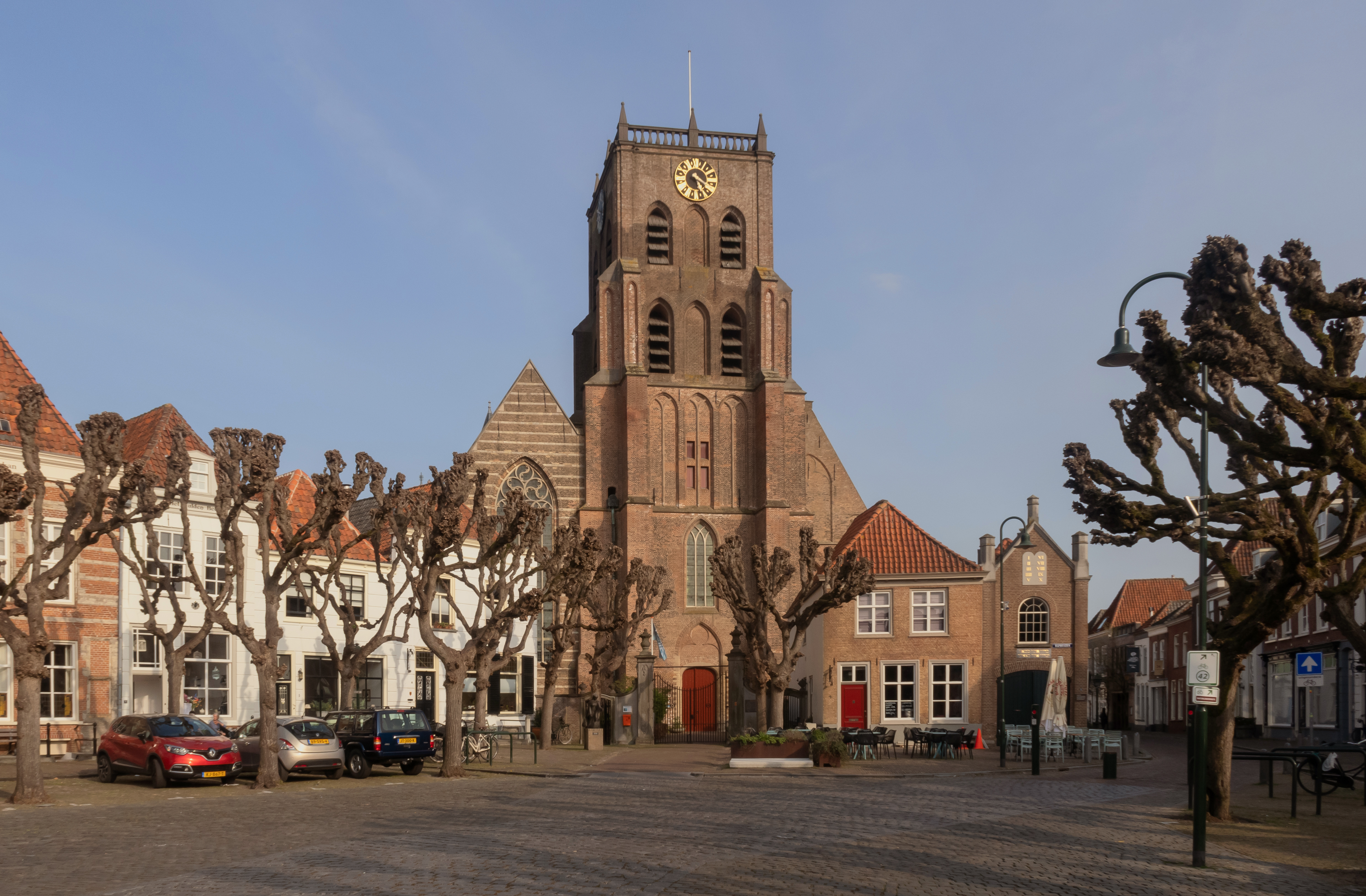
La iglesia (Geertruidskerk) en la calle

Geertruidenberg es un municipio de la provincia de Brabante Septentrional, al sur de los Países Bajos. El 1 de enero de 2017 contaba con una población de 21.569 habitantes  repartidos sobre una superficie de 29,69 km² (de los cuales 2,99 km² corresponden a agua). Limita al norte con Werkendam, al oeste con Drimmelen, al este con Waalwijk y al sur con Oosterhout y Dongen. Está comunicado por las autopistas A27 y A59.

## Centros de población
- Geertruidenberg
- Raamsdonk
- Raamsdonksveer

## Historia
Formó parte del Condado de Holanda, en 1482 se incluyó en los Países Bajos de los Habsburgo. Durante la guerra de los Ochenta Años, fue ocupada por los neerlandeses en 1573. El 10 de abril de 1589, la guarnición inglesa que la protegía la vendió a los españoles. Sería recuperada por Mauricio de Nassau el 24 de junio de 1593, integrándose en las Provincias Unidas de los Países Bajos.